# Bogajići
Bogajići (en serbe cyrillique : Богајићи) est un village du nord-est du Monténégro, dans la municipalité de Plav.

## Démographie

### Évolution historique de la population
De 1948 à 1971, la population augmente, passant de 469 à 576 personnes. À partir de cette date, elle diminue et n'est plus que de 427 en 2003.
| 1948 | 1953 | 1961 | 1971 | 1981 | 1991 | 2003 |
| ---- | ---- | ---- | ---- | ---- | ---- | ---- |
| 469  | 502  | 522  | 576  | 560  | 523  | 427  |